# Ле Руа, Эдуар
Эдуар Луи Эмманюэль Жюльен Ле Руа (фр. Édouard Louis Emmanuel Julien Le Roy; 18 июня 1870 — 11 ноября 1954) — французский философ, представитель католического модернизма, математик. Был членом Академии моральных и политических наук с 1919 года и членом Французской академии с 1945 года.

## Биография
Родился 18 июня 1870 года в семье гаврского судовладельца. В 1892 году окончил школу и поступил в Высшую педагогическую школу (естественные науки). В 1895 году получил степень агреже по математике, впоследствии защитил докторскую диссертацию. После окончания института преподавал математику в различных учебных заведениях Франции. С 1921 по 1941 годы преподавал в Коллеж де Франс на кафедре философии.

## Введение понятия «ноосфера»
Леруа был последователем Анри Бергсона, а также другом П. Тейяра де Шардена. Ле Руа создал новую эволюционную теорию, где пытался согласовать католические догматы с палеонтологией и антропологией. Исходя из его теории, эволюция является творческим становлением, в истоках которого лежит духовная сила и действующая мысль. С появлением человека эволюция природы и жизни приобретает качественно новый характер, поскольку именно человек, наделенный сознанием и разумом, становится условием и орудием дальнейшего поступательного развития всей природы и тем самым совершается переход от биосферы к ноосфере. Именно Ле Руа в 1920-х годах вводит понятие «ноосфера»; концепцию ноосферы он разрабатывал вместе с П. Тейяром де Шарденом. Также Ле Руа поднимает проблему религии и науки, интеллекта и интуиции. По его мнению религия и наука являются взаимодополняющими, поскольку наука дает религии обоснование, а религия завершает науку. Он также подвергал критике томистские доказательства существования Бога. По его мнению, такие теории должны исходить из логической необходимости, но такие теории неприемлемы, потому что источником логической необходимости является сам Бог.

## Критика
Книги Ле Руа неоднократно вносились католической церковью в «Индекс запрещённых книг». Тенденции к модернизму, выразившиеся в творчестве Э. Ле Руа, были осуждены папой Пием X в 1907 году.

## Публикации
- Леруа, Эдуард. Догмат и критика = Dogme et critique. (1906) — Либроком, 2011. — 336 с. — ISBN 978-5-397-01651-3
- Новая философия: Анри Бергсон — Une philosophie nouvelle: Henri Bergson, 1912
- Потребность в идеализме и факт эволюции (L’exigence idéaliste et le fait de l'évolution, 1927
- Интуитивное мышление (La pensée intuitive, тт. 1-2, 1929—1930)
- Происхождение человека и эволюция интеллекта (Les origines humaines et l'évolution de l’intelligence, 1931
- Введение в исследование проблемы религии (Introduction à l'étude du problème religieux, 1944)
- Опыт о первой философии (Essai d’une philosophie première, 2 vol., 1956—1958).